# Luisella Bisello
Luisella Bisello (Verona, 16 marzo 1968) è un'ex tuffatrice italiana.

## Biografia
Nata a Verona nel 1968, nel 1991 ha preso parte ai Mondiali di Perth, in Australia, chiudendo tredicesima nel trampolino 1 metro con 389.58 punti, non riuscendo ad accedere alla finale, riservata alle prime 12.
L'anno successivo, a 24 anni, ha partecipato ai Giochi olimpici di Barcellona 1992, in entrambe le gare femminili: il trampolino 3 metri, dove ha terminato al 24º posto con 249.36 punti, e la piattaforma 10 metri, dove è arrivata diciannovesima con 272.19 punti. In nessuno dei due casi è riuscita ad arrivare in finale.